# Keresztanyu
A Keresztanyu 2021-ben bemutatott magyar televíziós vígjátéksorozat, amelyet a Drága örökösök alkotója, Hámori Barbara készített. Az alapötlet a 2018-as horvát Na granici (A határon)  című sorozaton alapul. A főbb szerepekben Molnár Piroska, Ullmann Mónika, Mihályfi Balázs, Németh Kristóf, Balogh Anna, Magyar Attila, Sajgál Erika, Lengyel Ferenc és Gálvölgyi János.
A sorozat premierje 2021. január 3-án volt az RTL Klubon. A sorozat utolsó epizódja 2022. november 4-én volt.

## Ismertető
Róza mama a makkosszállási (az ukrán-magyar határ melletti kitalált község) csempészek vezetője, aki a 69. születésnapján eldönti, hogy visszavonul, és annak adja a bűnszervezet irányítását, akit megválasztanak a község  polgármesterének.

## Évadáttekintés

### Első évad
Harangozó Lajos (Mihályfi Balázs), Bárány Jóska (Németh Kristóf) és Oleg Tatarenko (Magyar Attila) mindhárman a Keresztanyu által vezetett csempészhálózat tagjai, akik 5 000 db cigarettát akartak átcsempészni az ukrán-magyar határon egy rejtett alagútrendszeren keresztül. Eközben az alagútban megjelentek Tivadarék (Makkosszállás rendőrei), akik a csempészhálózat egy ismeretlen besúgójától kaptak fülest a cigarettaszállítmány érkezéséről. A három csempész sikeresen kijut az alagútból, ámde Lajos telefonja az alagútban maradt. Budapesten Sótonyi Frigyes (Gálvölgyi János) rendőrezredes áthelyezi Pintér Márk (Kékesi Gábor) őrmestert Makkosszállásra, mert az ezredes barátnőjével lefeküdt. A csempészhálózat tagjai készülnek Róza mama (Molnár Piroska) születésnapjára. A csempészhálózat vezetői megállapítják, hogy besúgó van köztük, és próbálják kideríteni, hogy ki az. Míg Lajos Jóskát, Jóska Oleget gyanúsítja. Sok idő után derül ki, hogy Bonifác a tégla, aki titokban jelent dolgokat Sótonyinak. A születésnapra Róza mama unokája, Petra (Dobos Evelin) is hazajön, aki nemrég végzett Budapesten. Petra egy benzinkúton találkozik Pintér Márkkal, majd,mivel lekési a buszt , Márkkal együtt megy el Makkosszállásra. Róza mama születésnapján bejelenti, hogy annak adja át a csempészhálózat vezetését, aki az egy év múlva esedékes polgármesteri választáson megszerzi a polgármesteri széket. Petra is megérkezik az ünnepségre, amikor a rendőrség betöri az ajtót és házkutatást hajt végre, hogy megtalálják a cigarettaszállítmányt. Petra a nagyapja Pálinkás György után kezd el nyomozni, de ezt a nagyanyja Róza mama nem nézi jó szemmel, mivel tudja, hogy a férje egy bűnöző és egy ukrán gulágban ül 40 éve. Harangozó Ildikó, Róza mama legkisebb unokája szerelmes a 2 éve Makkosszállásra helyezett diakónusba Bonifác atyába. Kiderül, hogy Bonifác atya gyámja nem más mint Sótonyi Frigyes, mivel Bonifác atya gyerekkorában felgyújtott egy fészert amiben a kishúga majdnem bentégett és ezért szétválasztották Bonifác atyát és a kishúgát, de mindkettejüket Sótonyi fogadta örökbe.
Sótonyit nevezik ki, mint budapesti rendőrkapitányt, hogy intézze el az autópálya építést, ami Vologyán és Makkosszálláson fog keresztül húzódni és ebben a segítője Anatolij Sukorov (Borbicki Ferenc), de ha megépül az autópálya akkor Róza mama csempészhálózatának vége és Makkosszálláson élő polgárok nyugodt életének is vége. Sótonyi és Anatolij megállapodtak abban, hogy ha Anatolij segít Sótonyinak az autópálya építést elintézni akkor Sótonyi kiengedi a börtönből Anatolij lányát Mira Sukorovot.
Innentől kezdve pedig elindul a verseny a polgármesteri székért és a csempészhálózat vezetéséért.

### Második évad
Egy héttel Harangozó Lajos lecsukása után, Makkosszállást szórólapokkal árasztják el. A lapokban olyan dolgokat írnak, amik eddig hétpecsétes titkok voltak. Így aztán elindul a gyanúsítgatás, hogy ki lehet a Makkosszállási Madonna. Eközben Petra és Mariann Lajos kiszabadításán dolgoznak. De Róza mama ezt nem nézi jó szemmel, ezért Petra kiköltözik Róza mamától. Róza mama megbízza Marozsánt és Krasznahorkait hogy mindent kiderítsenek Pálinkás Györgyről és Anatolij Sukorovról. Timike pókerezni kezd, hogy megmentse Damilt a polgármesterség alól, Jóska féktelen haragba kezd. Mikola beszervezi Oleget Anatolij bűnszervezetébe. Tivadar kiengedi Lajost a fogdából, Lajos új emberként elhatározza, hogy kiszáll a hálózatból, de Mariann át akarja venni a helyét a hálózat élén. Lajos közben ajánlatot kap Bokor Géza (Epres Attila), volt raliversenyzőtől, hogy legyen a szerelője. Laura átáll Anatolij csapatába egy időre. Kiderül, hogy Pálinkás György titokzatos eltűnése mögött Sótonyi és Anatolij áll.

### Harmadik évad
A vörösmárvány kitermeléséért megy a verseny, közben Mariann borostyáncsempészet vádjával a fogdában ül. Petra és Lajos szeretnék kiszabadítani. A piacra új árus érkezik, Zarathustra (Valiszka László), aki Róza mama embere, de később kiderül hogy Pálinkás Györgynek is dolgozik. Közben Ludmilla átalakítja Bárány Jóska Kolbászdáját Ludmilla Lugasává. Laura Zozóval Budapestre költözik, de amikor visszajönnek látogatóba Makkosszállásra, összevesznek és szétköltöznek. Mirella visszatér, és újra Zozóval jár, de aztán elmenekül, mert Laura (pisztollyal) elüldözi. Később először Laura próbál kibékülni Zozóval, aztán fordítva, de egyikőjük mindig meg van sértődve, amikor a másik békülni akar. Az edzőtermet boxklubbá alakítják át. A Bárány család egy különleges Kopi Luwak nevű kávéfajtát kezd el csempészni a tánctanárukkal, Julioval közösen. Közben kiderül, hogy Tatjana mégsem Damil lánya. Pálinkás György átveszi ikertestvére, Anatolij helyét és Sukorov Antal néven elindul a polgármester-választáson, de a választás elött visszalép, hogy Róza mama induljon helyette. Sótonyi lecsukja Mikolát, később kiengedi, de Tivadarék lekapcsolják. Róza mama és Marozsán segítségével Mexikóba repül, később visszatér és a bánya felrobbantására készül Szergejjel és Topolisszal. Timike belép a boxklubba, Ildi szakít Imivel és beáll egy apácának a Szent Orsolya rendbe. A polgármesteri választáson Petra visszalép Róza mama javára, Ludmilla pedig Damil javára. (Ludmilla azért lép vissza, mert egyezséget köt Damillal.) A választás második fordulójára Róza mama, Damil és Timike maradtak versenyben. Pálinkás György elmondja Sótonyinak, hogy visszatért, majd lecsukatja Sótonyit.

### Negyedik évad

Makkosszállás, a sorozat fő helyszíne

Két nappal a 3. évad eseményei után Makkosszálláson Róza Mama, családja és Tatarenkoék Pálinkás György hazatérésére készülnek. Marozsán (Róza Mama bizalmasa) megörökli Sótonyi helyét és letartóztatta Pálinkás Gyurkát. Később Gyurkához látogató érkezik: Szemereki. Pálinkás György többek között azt is mondja neki, hogy ő, mármint Gyurka, akkor szabadulhat, ha Anatolij Sukorovról kiderül, hogy él, és Sukorov azt mondja, önszántából ment külföldre.
Imi elrabolta Bonifácot és a fogdába zárta. Szergej és Topolisz a határon lévő faházba viszik Sótonyit, és meggyőzik hogy keresse meg Anatolij Sukorov-ot, Mikolának is ugyan ez a célja. Laura elmondja Róza Mamának, majd később Petrának és Mariannak is, hogy terhes, és azt is közli velük, hogy Zozó a gyerek apja. Viszont Zozónak nem akarja elmondani a dolgot, de aztán kibékülnek. Laurának egy nap pedig elfolyik a magzatvize, és beindul a szülés. Ugyan Bárány Jóska lett volna a szülészorvos, de ő elájul, ezért Ildi és Petra vezénylik a szülést.
Babosék egy hullát találnak a Békás-tóban. Később Huba furcsa tárgyakat talál ott: egy békatalpat, egy búvárszemüveget, és pár zacskó Kopi Luwak kávét. Ezeket el is viszi a faházba, ahol ő és az anyja, Szvetlána jelenleg laknak, mert Sótonyival lakhelyet cseréltek. (Sótonyi megszökött Topoliszéktól.) De később Bárány Jóska kiüldözi onnan őket, mert az az "ő háza". Így Szvetlána és Huba visszamennének a saját házukba, de ott van Szergej és Topolisz, akik fegyverrel és késsel fenyegetik meg Babost, aki előrement, hogy megbeszélje Sótonyival az újabb cserét. Viszont a régi rendőrezredes már nincs ott, ezért Szvetlánáék kénytelenek Babosékhoz költözni. Babos elmondja hogy Huba valójában Sótonyi fia. Tivadar lecsukja Pintér Márkot Szkander megölése gyanúja miatt, ugyanis Márk fegyverével ölték meg Szkandert. Jani zavarttá válik. Márkot később megszöktetik, majd beszél Klárikával. Azt mondja neki, hogy elmondja, hogy kit gyanúsít Szkander megölésével, cserébe viszont egy biztos szállást kér. Kiderül, hogy Szkanderrel nem golyó végzett, hanem megfulladt, így Márk már nem számít bűnösnek. Petra aggódni kezd Márkért, mert még mindig nem került elő. Valójában Jani helyett rabolta el Topolisz és Szergej, de aztán Zsiga segítségével kiszabadult, és találkozott Petrával. Kiderül, hogy Szkander búvárpalackját megbuherálták.Szergej talál egy levelet Szkander cókmókjában, és elviszi Klárikának. (Klárika és Szergej üzletet kötöttek: Klárika nem dobja fel Szergejt a rendőrségen, Szergej pedig cserébe segít Klárikának megtalálni Szkander gyilkosát.) A levélben leírja Szkander, hogy Jani rálőtt. Csak a levél nem jut el Klárikához, mert Szvetlána elrakja. Lesz egy koronatanú, aki nem ismeri fel Janit, mert az összeverette magát Imivel. Jani bevallja Petrának, hogy ott volt a gyilkosság helyszínén. Megtalálják a Sztriptíz-bárban azt a rendőringet, amit Szkander gyilkosa viselt, és benne megtalálják Pityke lőtéri bérletét, így Pityke gyanusítottá válik. Zsiga meggyanúsítja a fiát, Janit, mert eszébe jut, hogy Jani belerakta a bérletet a saját ingébe. Jani tagadja. Csakhogy Zsiga az elsőszámú gyanúsított. Jani azután azt vallja, hogy ő ölte meg Szkandert, ezért előzetes börtönbe kerül a rendőrség fogdájában. Petra azt állítja, hogy Jani ártatlan. Viki szerint Szkander gyilkosa csak Szergej lehetett. Végül kiderül, hogy a lánynak igaza volt.
Ludmilla átköltözteti Sótonyit a tűzoltóságra, és megígéri neki, hogy szállítja neki az ennivalót, ha elveszi feleségül. De később el kell mennie onnan Frigyesnek, mert Márk megzsarolta őt, hogyha nem megy Szemereki Bélával Ruzicába Anatolijt megkeresni, szól Tivadarnak, hogy itt van. Ludmilla, amikor nem találja Sótonyit ott, elmegy Marozsánhoz, mert azt hiszi, köze van Sótonyi eltűnéséhez.
A polgármester kampánycsendet rendel el: aki megszegi, azt automatikusan kizárják a választásból. Viktor, Mariann és Laura ezért meghekkelik a rádiót, (Petra hiába ellenkezik) és elkezdi a rádió játszani Damilék kampánydalát. Ugyan Ludmilláékat először kizárják, de aztán visszavonják a dolgot, mert kiderül, hogy meghekkelték a rádiót, csak az nem, hogy kik. A választáson Damil első, Róza Mama második, Timike pedig harmadik helyezést ér el, de a hálózat tagjai kiállnak Róza Mama mellett, és azt mondják neki, hogy senki másnak nem hajlandóak elfogadni a parancsait, csak Róza Mamának.
Makkosszálláson feltűnik a "rém", aki egy bumeránggal üt le sok embert. Többek között Karlót, Hubát és Zarathustrát. Feltehetőleg az illető azonos azzal a nővel, aki sokszor engedély nélkül fut át a határon. Egyszer Imiék megállítják őt gyorshajtásért, és Zénónak tetszeni kezd az illető. Aztán rájön, hogy ő táncol a Fekete párduc sztriptíz-bárban, és Szergej szeretője. Viszont aztán Tánya és Szergej együtt börtönbe kerülnek, és összevesznek.
Jelentkezik Tatjanáért a vér szerinti nagyapja, és el is hívja Oleget és Krisztinát egy személyes találkozóra a házában. A Tatarenko szülők el is mennek, és kiderül, a Kopeczki Armond nevű hetven fölötti férfi dúsgazdag, és egy síbaleset miatt kerekesszékes. Felajánlja, hogyha megszerzik neki, vagy elérik, hogy kiadják, Jóskáék házát, halála után minden vagyonát Tatjanára hagyja. Kiderül, hogy Topolisz Tatjana vér szerinti apja. Amikor Gina és Timike összeverekednek, kiderül, hogy ő valójában tud járni.
Gina elmeséli Igornak, mi történt egyszer gyerekkorában vele: egy nap épp a csokigyár előtt rajzolt, amikor a dolgozók kirohantak a gyárból. Felgyújtották a csokigyárat. Ő elbújt egy hordó mögé, és figyelt. A fiatal Mikola kiengedte az égő csokigyárból kirohanó kisfiú-Szergejt, aztán rázárja a bent lévőkre az ajtót. A beszélgetésükből kiderül, hogy a kisfiú gyújtotta fel az épületet, és azt hiszi a szülei kitudnak jönni a gyárból. De ez nem igaz. Szergej szülei bent vannak. Mikola majdnem lelövi Anatolijt, de Timike még még időben odaér, és leüti őt. Aztán Anatolij elrejti Mikola testét a folyóban, de Sárika és Zarathustra kihúzzák. Viszont amikor a bűnöző magához tér, kiderül, hogy nem emlékszik semmire. Gina és Igor először nem hisznek neki, de aztán úgy gondolják, hogy tényleg amnéziás lett.  De amikor Imi megpróbálja őt letartóztatni, beugrik a rendőr autóba, és elhajt.
Kiderül, hogy Topolisz Tatjana vér szerinti édesapja.
Márk és Petra újra összevesznek, Tanya és Szergej elrabolja Mirát, de végül Viki sikeresen kiszabadítja az anyját. Jani és Petra között elcsattan egy csók. Mikola elrabolja Tatjanát, de Mira megbocsájt neki. Mikola rájön, hogy a bánya tulajdonosa jelenleg Babos Huba. Ezért elrabolják őt, és kényszerítik, hogy írja alá a papírt, hogy mostantól a bánya tulajdonosa Mikola. Ám ehhez Viki aláírása is kell, de ő ebbe nem egyezik bele, ezért a szülei bezárják őt Hubával együtt egy sufniba. Miután kiszabadulnak, Viki azt mondja, Mira és Mikola többé nem a szülei.
Mikola és Mira elfoglalják Tatarenkoék benzinkútját. Sótonyi és Szemereki együtt indulnak Ruzicába, hogy meg keressék Anatolijt. Tivadar és Gina házasságának újra vége, Igort felnyomja Szvetlana a püspöknél, hogy kapcsolatot folytat Ginával. Igor és Gina Sárikához költöznek.  Róza Mama elküldi Lajost Romániába hogy kitanulja a bányász mesterséget de Lajos tévedésből Ruzica helyett egy török börtönszigetre utazik. Később ír egy levelet Petrának, amiben tudatja vele, hogy nagyon rossz körülmények között él azon a bizonyos "Márvány-sziget"-en, és párszor látta ott futólag Anatolij Sukorovot, tehát Szemereki és Sótonyi feleslegesen ment Ruzicába. Utána Sótonyi kikövezteti, hogy a Márvány szigeten van Anatolij. Oda is mennek, de egy Ruzicai férfi, Evelin embere, eléjük vág és hazaviszi Anatolijt, meg Lajost is. Ezután Sótonyit elkapták, de a fogolyátszállításkor megszökött, és Ludmillával Törökországba utazott. Ezek után Lajos végre hazatérhet, és az ikreket (Gyurka és Anatolij) újra kicserélik. Róza Mama megzsarolja Marozsánt felvételekkel, hogy találkozhasson Gyurkával. Ez sikerül is neki. Gyurka ad neki egy levelet, amiben megírja, hogy utasításokat fog adni a családnak, amiket teljesítsenek a Harangozók, mert ha sikerülnek, akkor ő kiszabadul. De ami nem kék papírra van írva, az nem az ő levele. Nemsokára a lányok megkapják az első utasítást is. Ám az egyik levélre furcsa dolog van írva: a Harangozók segítsék meg Anatolij Sukorovot. De aztán kiderül minden, a feladatok a helyükre kerülnek, és az Újratemetésen sikerül kiszabadítani Pálinkás Gyurkát.
A Keresztanyu vége majdnem mindenki számára jó, egy közös tánccal végződik a sorozat. Jani és Petra összejönnek, Márk pedig visszamegy Budapestre. Sótonyi megbánja, amit tett és a bányát a hálózatra hagyja. Pálinkás Gyurka hazatér, Gina pedig babát vár Igortól. Lajos megígéri, hogy elviszi Mariannt a tengerhez. Ludmilla és Sótonyi szintén összejönnek. Az előző részben pedig Damil és Evelin is.

## Szereplők

### Főszereplők
| Karakter                                                                          | Színész            | Megjegyzés | Évad |
| --------------------------------------------------------------------------------- | ------------------ | --- | ---- |
| Pálinkásné Kovács Róza „Róza mama"                                                | Molnár Piroska     | A makkosszállási csempészhálózat vezetője, Mariann édesanyja, Lajos anyósa. Petra, Laura és Ildikó nagyanyja, Pálinkás György felesége. | 1–4  |
| Harangozó Lajos                                                                   | Mihályfi Balázs    | Autószerelő és csempész, Mariann férje, Petra, Laura és Ildikó édesapja, Róza mama veje, kis Zozó nagyapja. | 1–4  |
| Harangozóné Pálinkás Mariann                                                      | Ullmann Mónika     | Háztartásbeli, majd csempész, Róza mama és Pálinkás György lánya, Lajos felesége, Petra, Laura és Ildikó édesanyja, kis Zozó nagyanyja. | 1–4  |
| Harangozó Petra                                                                   | Dobos Evelin       | Lajos és Mariann lánya, Ildikó és Laura testvére. Róza mama legkedvesebb unokája, közgazdász. Indult a polgármester-választáson, de visszalépett Róza mama javára. Márk barátnője, de a sorozat végén Janival jön össze.                                                                                  | 1–4  |
| Harangozó Laura                                                                   | Tóth Angelika      | Lajos és Mariann lánya, Petra és Ildikó testvére, Róza mama unokája. Zozó párja, kis Zozó édesanyja. | 1–4  |
| Harangozó Ildikó „Ildi”                                                           | Maizác Fanni       | Lajos és Mariann lánya, Petra és Laura testvére, Róza mama unokája. Imi és Bonifác volt menyasszonya. A sorozat végén Rómába megy teológiát tanulni. | 1–4  |
| Bárány József „Jóska”                                                             | Németh Kristóf     | Makkosszállás legbefolyásosabb embere, az önkéntes tűzoltóság vezetője, kiropraktőr, csempész és a Bárány Jóska Kolbászdája tulajdonosa. Timike férje, Zozó édesapja, kis Zozó nagyapja, Lajos haverja.                                                                                                   | 1–4  |
| Bárányné Szabó Tímea „Timike” / Gertrúd Sukorov                                   | Balogh Anna        | Műkörmös, Jóska felesége, Zozó édesanyja, kis Zozó mamája Gina és Míra féltestvére, Anatolij és Ludmilla lánya, Zénó exszeretője. Indult a polgármester-választáson. | 1–4  |
| Bárány Zoltán „Zozó”                                                              | Gömöri András Máté | Jóska és Timike fia, Ludmilla és Anatolij unokája, Tatjana és Viki unokatestvére, a Zozo’s Gym vezetője, testépítő. Laura párja, kis Zozó édesapja. | 1–4  |
| Oleg Tatarenko                                                                    | Magyar Attila      | A vologyai benzinkút tulajdonosa, csempész. Igor és Viktor édesapja, Tatjana nevelőapja, Krisztina férje. Egy ideig Anatolijjal is üzletelt. | 1–4  |
| Krisztina Tatarenko "Kriszta"                                                     | Sajgál Erika       | Háztartásbeli, Oleg felesége, Igor és Viktor édesanyja, Tatjana nevelő anyja, Mariann barátnője. Indulni akart volna a polgármester választáson, de mivel ez nem sikerült neki, indult a Konyhafőnök műsorában, ahol Gina és Igor miatt bukott el.                                                        | 1–4  |
| Igor Tatarenko                                                                    | Józan László       | Benzinkúti eladó, csempész, Oleg és Kriszta fia, Viktor bátyja, Tatjana nevelt testvére. Gina vőlegénye. A makkosszállási plébánián volt diakónus. | 1–4  |
| Viktor Tatarenko                                                                  | Hunyadi Máté       | Benzinkúti eladó, csempész, Kriszta és Oleg fia, Igor öccse, Tatjana nevelt testvére. Viki párja. | 1−4  |
| Tatjana Tatarenko „Tatyi”                                                         | Koch-Bulla Zelda   | Kriszta és Oleg nevelt lánya, Viktor és Igor nevelt testvére. Gina és Topolisz vérszerinti lánya, Zozó és Viki unokatestvére, Szvetlána, Anatolij és Armand unokája | 1–4  |
| Sótonyi Frigyes                                                                   | Gálvölgyi János    | Korábban budapesti rendőr-főkapitány. Szvetlána volt párja, Huba édesapja. A sorozat végén feleségül veszi Ludmillát. | 1−4  |
| Tomasevics Tivadar „Tivi”                                                         | Lengyel Ferenc     | Makkosszállási rendőrfőnök, törzsőrmester, Gina volt férje, Damil unokatestvére. | 1–4  |
| Viktorija Sukorov „Viki”                                                          | Gonda Kata         | Ukrán határőr, Pityke és Szergej társa. Mira és Mikola lánya, Anatolij unokája és csapatának tagja. Timike és Gina unokahúga, Tatjana és Zozó unokatestvére. Pityke ex-barátnője. Viktor barátnője. | 1−4  |
| Petr Dimitrov „Pityke”                                                            | Janicsek Péter     | Ukrán határőr, Viki és Szergej társa. Viki volt párja, Zsiga legjobb barátja. A sorozat végén összejön Szvetlánával. | 1–4  |
| Kalános Zsigmond „Zsiga”                                                          | Szentiványi Zsolt  | Magyar határőr, Annabella, majd Miklós társa, Jani édesapja, özvegy. Elza párja. | 1–4  |
| Babos Ferenc                                                                      | Nagy Feró          | Csempész, Damil társa. Huba nevelő apja, Szvetlana volt párja. Klárika párja. | 1–4  |
| Tomasevics Zoltán „Damil”                                                         | Ganxsta Zolee      | Csempész, Babos társa. Később ő lesz a makkosszállási polgárőrség vezetője. Szemereki Béla eltitkolt fia. Tomasevics Tivadar unokatestvére. Szerelmes Evelinbe. A 3. évadban Evelin hatására kémnek áll. Indul a polgármester-választáson. A választások után Makkosszállás polgármestere, később lemond. | 1–4  |
| Török Zénó                                                                        | Dóra Béla          | Járőr, Tivadar beosztottja, Imi haverja. Timike volt szeretője. Szerelmes volt Tanyába. Ökörapátiba helyezik át. | 1–4  |
| Répás Imre „Imi”                                                                  | Konfár Erik        | Járőr, Tivadar beosztottja, Zénó haverja. Ildi vőlegénye volt, de Ildi szakított vele, mert be akart állni az Orsolya-rendbe. Ökörapátiba helyezik át. | 1–4  |
| Pintér Márk                                                                       | Kékesi Gábor       | Rendőrnyomozó, a sorozat eléjén Sótonyi Makkoszállásra helyezi. Egy ideig Petra párja. A sorozat végén visszahelyezik Budapestre. | 1–4  |
| Kalános János „Jani”                                                              | Kenderes Csaba     | Zsiga fia, egy ideig autószerelő Lajos műhelyében, majd rendőrnek áll. A sorozat végén összejön Petrával | 1–4  |
| Rácz Bonifác atya „Boni”                                                          | Farkas Dénes       | Makkosszállás rk. plébánosa, diakónus. Mirella bátyja. Sótonyi Frigyes volt embere. Egy ideig Ildi vőlegénye. | 1–4  |
| Szemereki Béla                                                                    | Szacsvay László    | Makkosszállás volt polgármestere. Róza mama jó barátja. Damil édesapja. Szerelmes Abigélbe. A sorozat végén meghal. | 1–4  |
| Tomasevics Georgina / Róka Georgina „Gina” / Roksalana Nadyja / Roksalana Sukorov | Mezei Léda         | Tivadar volt felesége, Timike, Míra és Huba féltestvére. Anatolij és Szvetlána lánya. Igor párja, majd menyasszonya. | 1–4  |
| Szkandicsné Klára "Klárika"                                                       | Fekete Györgyi     | Falubeli pletykás asszony, zöldségárus, Elza barátnője, a néhai Szkander édesanyja. Babos párja. | 1–4  |
| Wonderlich Elza "Elzuka"                                                          | Rátonyi Hajni      | Falubeli pletykás asszony, virágárus. Klárika barátnője, Zsiga párja. | 1–4  |
| Piros Istvánné Angyal Sára „Sárika”                                               | Dzsupin Ibolya     | Falubeli pletykás asszony, a Bárány család bejárónője és Bárány Jóska Kolbászdájának dolgozója. Tájszólással beszél. Zarathustra párja. | 1–4  |
| Kovalics Károly „Karlo”                                                           | Petri Viktor       | Autószerelő Lajos műhelyében, valamint önkéntes tűzoltó. Az edzőterem törzsvendége. | 1–4  |
| Szkandics Sándor „Szkander”                                                       | Noé Viktor         | Csempész, Babos és Damil társa, az edzőterem törzsvendége, önkéntes tűzoltó. Klárika fia. Átáll Mikola csapatába, majd a 3. évad végén Szergej meggyilkolja. | 1–3  |

### Mellékszereplők
| Karakter                                  | Színész                | Megjegyzés | Évad |
| ----------------------------------------- | ---------------------- | --- | ---- |
| Anatolij Sukorov (Sukorov Antal) "Mester" | Borbiczki Ferenc       | A Frutkaja Manna csokoládégyár tulajdonosa, Viki, Tatjana és Zozó nagyapja, Timike, Gina és Mira édesapja, Ludmilla és Szvetlana volt párja. Pálnkás György ikertestvére. Ukrán bűnöző. | 1–4  |
| Pálinkás György (Georgij Palinkov)        | Borbiczki Ferenc       | Róza mama férje, Anatolij ikertestvére, Mariann édesapja, Petra, Laura és Ildikó nagyapja. A szmolniji márványbánya tulajdonosa. A sorozat végén hazatér és Makkoszállás polgármestere lesz. | 2–4  |
| Rácz Mirella (Vanda)                      | Jenes Kitti            | Bonifác húga, egy ideig Anatolij megbízásából Bárány Jóska asszisztense a kiropraktőri rendelőben. Egy ideig Zozó, majd Jani párja. | 1–4  |
| Babos Huba                                | Varga Norbert          | Szvetlana és Sótonyi Frigyes fia, Babos nevelt fia, Gina féltestvére. Bogár gyűjteménye van. Egy lámafarmot örökölt. | 1–4  |
| Marozsán Gábor                            | Maday Gábor            | Vidékfejlesztési államtitkár, majd Sótonyi helyét átvéve budapesti rendőrfőkapitány. A csempészhálózat segítője, de rendőrfőnökké válása után Róza mama ellen fordul. | 1–4  |
| Kántorné Borbála „Borika”                 | Csonka Ibolya          | Pletykás, idős asszony, Bárány Jóska asszisztense, egy ideig Mirella mellett, később csak egyedül. | 1–4  |
| Hegedűs Evelin                            | Cserpes Laura          | Korábban Sótonyi Frigyes titkárnője és menyasszonya, valójában Marozsán Gábor, majd Róza mama és Krasznahorkai embere. Damil szerelme. | 1–4  |
| Szabó Ludmilla                            | Hernádi Judit          | Timike édesanyja, Jóska anyósa, Zozó nagyanyja, Anatolij volt párja. Egy ideig Sótonyi menyasszonya, majd felbontják az eljegyzést. A sorozat végén végül mégis feleségül megy Sótonyihoz. | 1–4  |
| Dr. Krasznahorkai Antal                   | Katona László          | Budapesti sztárügyvéd, Róza mama ügyvédje és segítője. | 1–4  |
| Vámos Annabella                           | Bakonyi Alexa          | Egy ideig határőr a makkoszállási rendőrségen, majd Budapestre helyezik. Szerelmes Imibe. Egy ideig Pálinkás György embere. | 1–4  |
| Gergely Róbert                            | Gergely Róbert         | Énekes, többször feltűnik Makkosszálláson. Elza néninek udvarolt. | 1-4  |
| Borcsa                                    | Kocsis Judit           | Bárány Jóska páciense, kutyákkal foglalkozik. | 1–4  |
| Mikola Szaparenko (Szapári Miklós)        | Árpa Attila            | Anatolij volt embere, egykori katona. Fél a szivacstól. Míra párja, Viki édesapja. Miután elárulta Anatolijt börtönbe zárták. Sótonyi munkát adott neki a makkosszállási rendőrőrsön. Zsiga egykori társa a határon. Miután lelőtte Gabikát, Sótonyi, Tivadar és a rendőrök letartóztatták, majd ismét elengedik. A Suhancok vezetője. Megígérte Szergejnek, hogy megöli Anatolij Sukorovot, mert tartozik neki. | 1–4  |
| Bokor Géza                                | Epres Attila           | A magyar roncsderbi szövetség elnöke. Rally versenyző. A szerelője Lajos, főszponzora pedig Róza mama volt. Valójában Sótonyi beépített embere. A rallycsapatot megszüntette, majd beszállt a márványbizniszbe. | 2–3  |
| Kozma Gábor „Gabi”                        | Bede-Fazekas Szabolcs  | Érzékenyítő tréner, aki Sótonyi Frigyes parancsára járt a makkosszállási rendőrségre. Miután Mikola lelövi, felmond a rendőrségnél. | 2–3  |
| Giorgio Barese                            | Keresztes Tamás        | olasz szélhámos. Szerelmes Mariannba. Borostyán csempész. | 2, 4 |
| Szvetlana Nadyja                          | Rák Kati               | Anatolij, Sótonyi Frigyes és Babos volt párja. Gina és Huba édesanyja, Tivadar volt anyósa. A sorozat végén összejön Pitykével. | 2–4  |
| Mirjana Sukorov "Mira"                    | Farkasházi Réka        | Anatolij lánya, Viki édesanyja, Timike és Gina féltestvére, Mikola párja, sokáig börtönben ült. Ludmilla és Pityke segítségével kiszabadul a börtönből. | 2–4  |
| Temesvári Abigél                          | Pogány Judit           | Róza mama barátnője, A Makkosszállási Madonna hangja. Szerelmes Szemerekibe. | 2–4  |
| Jeles Péter                               | Takátsy Péter          | A nyíregyházi egyházmegye püspöke. Bonifác, és egy ideig Igor felettese. | 2–4  |
| Zarathustra / Doktor Témár / Zorba        | Valiszka László        | Pálinkás György embere, Makkoszállásra érkezik sírkövesként. Korábban állatorvosnak adta ki magát Doktor Témár néven. Később Zorba álnévén kell kémkednie Marozsán Gábor után Róza mama utasítására. | 2–4  |
| Szergej Kovachenko                        | Domán Kornél Cornelius | Ukrán határőr, valójaban bűnöző, Pityke és Viki társa. Topolisz bűntársa, Mikola korábbi katonatársa. Tanya párja és bűntársa. Szkander valódi gyilkosa. | 3–4  |
| Topolisz                                  | Sarádi Zsolt           | Ukrán bűnöző, Szergej és Mikola bűntársa. Armand fia, Tatjana vér szerinti apja. | 3-4  |
| Suhancok                                  | Horváth Dániel         | Ukrán bűnözők a márványbánya körül. Mikola emberei, Szkander társai voltak. | 3−4  |
| Suhancok                                  | Bíró Gábor Dominik     | Ukrán bűnözők a márványbánya körül. Mikola emberei, Szkander társai voltak. | 3−4  |
| Suhancok                                  | Marosvölgyi Előd       | Ukrán bűnözők a márványbánya körül. Mikola emberei, Szkander társai voltak. | 3−4  |
| Suhancok                                  | Sipőcz András          | Ukrán bűnözők a márványbánya körül. Mikola emberei, Szkander társai voltak. | 3−4  |
| Tanya Rachenko                            | Czakó Alexandra        | A makkosszállási rém, bumeránggal támad áldozataira. Táncos a vologyai sztriptízbárban. Egy ideig Szergej szeretője és bűntársa, majd összevesznek. | 3–4  |
| Kopeczky Armand                           | Ernyey Béla            | Gazdag, jómódú vállalkozó. Topolisz apja, Tatjana vér szerinti nagyapja. Egykor Pálinkás György és Zarathustra barátja volt. | 4    |

### Epizódszereplők
- Ágoston Péter - Laboráns férfi
- Alberti Zsófi – Laboráns nő
- Balázs Gedeon – Gyerek Jani
- Balázsfi Alexandra – Maca
- Bajor Lili – Sofőr
- Benedek Dániel – Nyíregyházi rendőr
- Berkes Bence – Kommandós 1.
- Bogdányi Titanilla – Szerb rendőrtiszt
- Bognár Gyöngyvér – Váradi Katalin
- Borbás Gabi – Olasz néni
- Böröndi Bence – Eladó srác
- Czakó Máté – Riporter
- Czár László – Futár
- Csanádi Olivér – Vásárló
- Csányi Dávid – Julio
- Cservenák Vilmos – Komornyik
- Csetverikov Iván – Fesztiválozó ukrán
- Csórics Balázs – Topolisz embere
- Darvasi Áron – fogdaőr
- Dénes Tamás - Narrátor
- Dióssi Gábor – Bíró
- Dobos Judit – Helén Hoffmann
- Dóczy Péter – Nyírtalóci polgármestere
- Domján Kata – Iskolai titkárnő
- Dózsa Zoltán – Sebestyén atya, Tivadar  válóperes ügyvédje
- Dörmer Csaba – önmaga, riporter
- Edvi Henrietta - Jo-Jo felesége
- El Kamarany Yaszin – Zafir Malek
- Endrődy Krisztián – Szerb rendőr
- Faragó András – Rocker
- Farkas Ádám - Környezetvédő társa
- Fehér László - Halőr
- Ficzere Béla – Étterem vezető
- Fillár István - Bóbita István
- Földes Anita – Laboros nő
- Fördős Zé – Önmaga
- Frajsták Norbert – Karlo haverja
- Gaál Dániel – Perka haverja / Kommandós
- Gere Dénes – Mentőorvos
- Gömöri Gergely – Testőr 2.
- Göndöcs Csaba – Gergő bácsi
- Greguska László – Géza bácsi
- Gubik Petra – Casting director
- Haagen Imre – Taxisofőr
- Hajnal János - Újságíró
- Harry Szovik – Jérome Pernaud
- Harsányi Levente – Rocker
- Jankovics Anna – Ultrahangos orvos
- Jean-Marie Cador - Francia nagykövet
- Jerger Balázs – Lovas
- Jordán Tamás - Josef Klein
- Juhász István - Inkvizítor 1.
- Kadarkai Endre - Makkos TV szerkesztője
- Kálloy Molnár Péter - Fősintér
- Kapácsy Miklós - Állomásfőnök
- Karsai J. András – Rendőr
- Kaszás Lola – Gyerek Gina
- Kaszás Márk – Gyerek Bonifác
- Kautzky Armand - Endre, Beszédtanár
- Kecskés Karina - C ügynök
- Kembe Sorel - Jo-Jo Nabintu
- Keresztes Gábor - Építőmunkás
- Kiss Erika - Marcsa
- Koós Kristóf - Kommandós 2.
- Korfanti Ferenc -Ajtony, Sótonyi Frigyes sofőrje.
- Kosynus Tamás - Thomas Klein
- Köles Ferenc - Házitanító
- Králik Krisztián – Anatolij sofőrje
- Májer Krisztián – Radír
- Már Róbert – Szabómester
- Máthé Zsolt – Illés László, környezetvédő
- Mesterházy Gyula - Olasz pincér
- Mészáros Máté – Ukrán vonatigazgató
- Mihályi Győző – Erdélyi magyar rendőr
- Nagykárolyi Zoltán – Sofőr
- Nagypál Gábor – Hajléktalan
- Nyári Dia – Katja
- Nyutali Róbert – Neo / Kommandósfőnök
- Ódor Kristóf – Cikász Ottó
- Oláh Zsuzsa - Magdi néni
- Őze Áron – kórházigazgató
- Palásthy Nóra – Gyerek Mirella
- Papp Dániel – Ukrán rendőr
- Pásztor Virág - Zsanett
- Pataki Ferenc – Puskás Pál, ejtőernyős kiképző
- Pataki Szilvia – Etus
- Pavletits Béla – Olasz férfi 1.
- Perjési Hilda – vendég a körömszalonban
- Pethő Kincső – Vásárló
- Petrezselyem László – Postás
- Priscsepa András – Regisztráló
- Quintus Konrád - Érsek
- Rácz Jenő – Önmaga
- Rácz László – Gépvezető
- Rékai Nándor – Börtönborbély
- Róbert Gábor – Lámagondozó
- Roszik Fruzsina – HR-munkatárs
- Rudolf Teréz – Eladónő
- Ruzsik Kata – Nővérke
- Sárközi Ákos – Önmaga
- Simicz Sándor – Kigyúrt csávó
- Schumacher Vanda – Lány 2.
- Süveg László – Kommandós 3.
- Szabó Simon – Fotós
- Szarvas Attila – Perka
- Szokol Péter – Szmolniji / Ruzsicai bányavezető
- Szórádi Erika – Ukrán feleség
- Szűcs Sándor – Férfi a piacon / Erdélyi magyar rendőr
- Szűcs Sanyi – Munkás
- Takács Vilmos – Damil gitárosa
- Tar Renáta – Nővérke
- Telekes Péter – Kolos
- Ticz András – Fesztiválozó Fecó
- Tóth Gergely – Kommandós
- Tóth Máté – Anatolij sofőrje, Topolisz embere
- Tóth Sándor – Határőr
- Tunyogi Bernadett – Rajongó lány
- Turós György – Testőr 1.
- Vajdai Vilmos – Rocker
- Varga Ádám – Fesztiválozó Karesz
- Vasvári Emese – Kemény Teréz, Gina válóperes ügyvédje
- Yu Debin – Kínai beszállító
- Zilahy Bulcsú – Gyerek Szergej
- Zsidró Tamás – Fodrász
- Zsiga László – Ukrán rendőr

## Epizódok
| Évad | Évad | Részek száma | Részek száma      | Eredeti sugárzás   | Eredeti sugárzás   | Eredeti adó |
| Évad | Évad | Részek száma | Részek száma      | Évadbemutató       | Évadzáró           | Eredeti adó |
| ---- | ---- | ------------ | ----------------- | ------------------ | ------------------ | ----------- |
|      | 1    | 83           | 83                | 2021. január 3.    | 2021. április 30.  |             |
|      | 2    | 68           | 68                | 2021. augusztus 9. | 2021. november 12. |             |
|      | 3    | 81           | 81                | 2022. január 3.    | 2022. április 29.  |             |
|      | 4    | 73           | 65                | 2022. július 25.   | 2022. október 21.  |             |
| 8    | 4    | 73           | 2022. október 24. | 2022. november 4.  |                    |             |

## Érdekességek
A Drága örökösök című sorozat befejezése után, annak díszleteit átalakítva (Ökörapátit Makkosszállássá), annak több színészével készül a sorozat:
- Molnár Piroska: Zizi mama
- Lengyel Ferenc: Szappanos Tibor
- Németh Kristóf: Subicz János
- Fekete Györgyi: Margitka
- Ullmann Mónika: Dr. Csomós Andrea
- Szentiványi Zsolt: Zsoca
- Gömöri András Máté: Kalmi
- Sajgál Erika: Dorothy Walters/Sylvia Duncan/Galambos Dorottya
- Dzsupin Ibolya: Marika néni
- Csonka Ibolya: Tóth Jánosné Icuka
- Borbiczki Ferenc: Kovács Gáspár Géza "Gazsi"
- Katona László: Varga Vilmos
- Kocsis Judit: Gálné Huszár Zsóka
- Bede-Fazekas Szabolcs: Gál Mihály

- A Drága örökösökhöz hasonlóan itt is egy évet kell kivárniuk a szereplőknek.
- Az alapötletet adó horvát sorozat, a Na granici ugyanúgy a Drága örökösök alapötletéül szolgáló sorozat, a Kud puklo da puklo „utódjának” tekinthető.
- A sorozat sok hasonlóságot mutat S. Szabó István: A Keresztanya című vígjátékával (2014).
- Az első évad hatodik, tizenhetedik, tizenkilencedik részében utalás történik a Drága örökösök című sorozatra, továbbá Gálvölgyi János egyik legendás filmjére, a Csinibabára. Szintén ő elszólja magát az egyik részben, és egy létező településre, Makkoshotykára utal.
- A sorozatban többször utalás történik Nagy Feró és Ganxsta Zolee zenei pályafutására.
- A sorozatban a szereplők gyakran beszélgetnek a koronavírus okozta járványhelyzetről és az azzal kapcsolatos aktualitásokról.
- A sorozatban a Barátok közt több egykori színésze is szerepet kapott. (Németh Kristóf, Farkasházi Réka, Mezei Léda, Józan László, Gonda Kata, Ullmann Mónika).
- A sorozatban többször utalás történik a Barátok közt című sorozatra és a Showder Klub-ra.
- A 4. évad 4. részét kivágott jelenettel ajánlották, amiben említést tett Tivadar (Lengyel Ferenc) és Zénó (Dóra Béla) a Jóban Rosszban és A gyanú árnyékában sorozatokra.

### 1. évad
- Az 1. évad 43. részében a zarándoklaton a Szarajevói Szüzet vitték körbe a faluban, amely a Drága Örökösök sorozat egyik ikonikus eleme.
- A zarándoklatot követően fellépő Damil és Babos bandáját alkotó zenészek a való életben  a Beatrice (Nagy Hunor Attila – dob, Laczik Ferenc – basszusgitár) és a Ganxsta Zolee és a Kartel (Takács Vilmos – gitár) tagjai.
- Az 1. évad 58. részében Tomasevics Tivadar (Lengyel Ferenc) és Pintér Márk (Kékesi Gábor) a Drága örökösök című sorozat egyik részét nézi, amikor Tivadar kiakadt a korábbi karaktert (Szappanos Tibor) alakító színésztől. Szappanos Tibort szintén Lengyel Ferenc, míg Kékesi Gábor Stefi udvarlóját alakította. Ez amúgy egy súlyos narratív hiba, ugyanis a Keresztanyu-sorozat végén a két rendőr átkerül Ökörapátiba és szerepelnek is a Drága örökösök - a visszatérés évadban, holott a Keresztanyu univerzumában Ökörapáti ezek szerint egy fiktív, csak tévésorozatban létező helység (arról nem beszélve, hogy észre sem veszik, hogy Szappanos Tibor borzalmasan hasonlít az egykori főnökükre...).
- Az 1. évad 59. részében Sótonyi Frigyes (Gálvölgyi János) utalást tett Szájer József 2020 végi szexbotrányára.
- Az 1. évad 72. részében Damil (Ganxsta Zolee) és Babos (Nagy Feró) dulakodnak a fogadóban, majd mindkettejük művésznevét/jelzőjét mondják egymásra. Ganxsta Zolee, Döglégy, míg Nagy Feró pedig, A Nemzet Csótánya.
- Az 1. évad 73. részében Bárány Jóska (Németh Kristóf) a Barátok közt című sorozat egyik részét nézi, ahol kijelenti, hogy "ennek a sorozatnak sincs semmi értelme, mióta nem szerepel benne a Kertész Géza". Kertész Gézát szintén Németh Kristóf alakította.
  - Ugyanebben az epizódban Tatjana azt mondja Ginának, hogy a Jégkorszak című filmet nézi a tévében, de a háttérben valójában a Hófehérke és a hét törpe egyik jelenete hallható.
- Az 1. évad 75. részében Hernádi Judit (Ludmilla) és Gálvölgyi János (Sótonyi Frigyes) színészpáros újra közösen láthatóak a képernyőn (ez is egy utalás, mivel a Heti Hetesben a Pasik!-ban és a Gálvölgyi Show-ban is közösen szerepeltek, amely mindhármat szintén az RTL adott, ami előbbi 2012-től 2016-ig már az RTL II-ön volt látható).
- Az 1. évad 83., évadzáró részben, amikor Bárány Jóska (Németh Kristóf) találkozik Dr. Krasznahorkai Antallal (Katona László) megkérdezi tőle, hogy nem találkoztak-e már. Ez egy utalás arra, hogy mindketten szerepeltek korábban a Drága örökösökben.

### 2. évad
- A 2. évad 8. részében Klárika (Fekete Györgyi) és Elza (Rátonyi Hajni) gyanút fognak, hogy Szemereki polgármesternek (Szacsvay László) egy eltitkolt fia lehet, mivel egy régi fénykép esik le a polgármester asztala mellé, a hátulján "a mi Zolikánk" felirattal. Majd azzal próbálják meg eloszlatni kételyüket, hogy ilyet bárki küldhetett régen az ismerőseinek, mivel Elza szavaival élve "akkoriban még nem volt e-mail meg >Instantgramm<". Ekkor példaként a két színésznő felhozza, hogy akár "a mi lányunk, Györgyi" vagy "a mi lányunk, Hajni" is állhatott volna a fotón, saját valódi nevüket említve.
- A 2. évad 17. részében Jóska a Macskafogóból idéz.
- A 2. évad 25. részében Babos (Nagy Feró) a következő mondatot mondja: "Bicegve, ki visz majd haza?", ezzel utalva a Bikini Ki visz majd haza című zenéjére.
- A 2. évad 53. részében az autószervizben a képzeletbeli Makkos Rádió kívánságműsorát hallgatják, amit valójában Dénes Tamás, az országos Retro Rádió egyik férfi műsorvezetője vezet.
- A 2. évad  67. részében Imi Zénónak adja a talált Apáti Bulls-os mezt, melyben összecsap Bárány Jóskával (Németh Kristóf). Jóska meg is jegyzi a meccs előtt: "Ezt már láttam valahol!" (A mez Horváth Józsié volt a Drága örökösökben.)

### 3. évad
- A 3. évad után Bede-Fazekas Szabolcs és Epres Attila karaktereit azért írták ki a sorozatból, mert mindketten szerepet kaptak a Hotel Margaret című sorozatban, amely szintén a Keresztanyu alkotói készítettek.
- A 3. évad 3. részében Bárány Jóska (Németh Kristóf) találkozik Mírával (Farkasházi Réka) a faházban, megkérdezi, hogy nem találkoztak-e már valahol. Ez egy utalás arra, hogy mindketten szerepeltek a Barátok köztben, ahol testvéreket alakítottak.
- A 3. évad 4. részében Krisztina Tatarenko (Sagjál Erika) a Konyhafőnök című gasztroreality egyik adását nézi, hogy hogyan kell szeletelni a húst, ahol Viktor Tatarenko (Hunyadi Máté) kijelenti, hogy márcsak a Konyhafőnök érdekli, semmi más. Ez egy utalás arra, hogy ezt a műsort szintén az RTL sugározza.
- A 3. évad 6. részében Krisztina Tatarenko (Sagjál Erika) a Konyhafőnök című gasztrorealitybe jelentkezett, és kipróbálta magát egy próbaadás erejéig.
- A 3. évad 10. részében Kalános Zsiga (Szentivályi Zsolt) épp Gergely Róbert egyik zenei klipjét nézi.
- A 3. évad 12. részében Bárány Jóska kijelenti, hogy nem kell bisztró, ez nem a Barátok közt, ez utalás a Barátok közt féle Rózsa Bisztróra.
- A 3. évad 18. részében Damil utalást tesz Péterfy Bori Hajolj bele a hajamba című dalára.
- A 3. évad 25. részében Huba megemlíti apjának, hogy Tomasevicsék házában korábban Jolika néni lakott. Ez utalás arra, hogy a Drága örökösök című sorozatban Jolika néni (Martin Márta) abban a házban lakott.
- A 3. évad 25. részében Damil utalást tesz az Esőember című filmre. Mikor Krasznahorkaival beszél.
- A 3. évad 33. részében Ludmilla (Hernádi Judit) utalást tesz a Vak komondor-botrányra.
- A 3. évad 37. részében Damil utalást tett a Bogyó és Babóca című rajzfilmre. A jelenetben Abigélnek (Pogány Judit) tesz megjegyzést. (ő volt a sorozat narrátora).
- A 3. évad 41-43. részének elején a Keresztanyu (Molnár Piroska) rendhagyóan pár szót szólt az aktuális orosz-ukrán háborúval kapcsolatban és kiemelte, hogy vigyázzunk egymásra.
- A 3. évad 54. részében Babos utalást tesz a Bikini együttes Fagyi című dalára.
- A 3. évad 57. részének a címe utalás egy bibliai jelenségre, hétköznapi értelemben viszont a tartalma megegyezik vele.
- A 3. évad 63. részében Krasznahorkai (Katona László) a Neoton Família 220 felett című slágerét dúdolta.
- A 3. évad 64. részében Bárány Jóska (Németh Kristóf) utalást tett a Kacsamesék című animációs sorozat főszereplőjére Dagobert McCsipre.
- A 3. évad 68. részében Ludmilla (Hernádi Judit) Bodrogi Gyula és Voith Ági nagy slágerére a A Jamaicai trombitásra utal.
- A 3. évad 69. részében Imi (Konfár Erik) és Zénó (Dóra Béla) a tévében nézik a Showder Klub című műsor egyik adását, amiben Németh Kristóf ad elő. Majd megemlítik ez a Kertész Géza, a Barátok köztből. Ez is egy utalás arra, hogy ezt a műsort korábban szintén az RTL adta 2008 és 2015 között. Azonban a 15. évad óta az RTL II sugározza.
- A 3. évad 74.részében Ludmilla (Hernádi Judit) a saját dalát a Soha se mondd című számot, imitálja, mikor Julioval (Csányi Dávid) táncol.

### 4. évad
- A 4. évad 2. részében Mikola (Árpa Attila) Zámbó Jimmy Egy jó asszony mindent megbocsájt című dalát énekelte.
- A 4. évad 3. részében amikor Babos (Nagy Feró) találkozik Sótonyival (Gálvölgyi János) utalást tesz a több évtizedig sikerrel futó Gálvölgyi Showra (ez egy utalás arra, hogy ezt a műsort szintén az RTL mutatta be 1998-tól 2011-ig. A 16:9-es átállása miatt nem volt több adás, 2015 szeptemberében Gálvölgyi Show, avagy játszd újra János címmel különkiadás is készült). Később Sótonyi a saját műsorának egyik adását is nézi.
- A 4. évad 7. részében Babos (Nagy Feró) vezetés közben a Beatrice Azok a boldog szép napok című dalát énekli.
- A 4. évad 8. részében Zarathustra (Valiszka László) Delhusa Gjon Nika se perimeno című dalát énekli. Ebben a részben hallható egy részlet a Beatrice Nyolc óra munka című dalára, továbbá utalás történik Gergely Róbert Emanuelle című dalára.
- A 4. évad 10. részében Igor (Józan László) és Gina (Mezei Léda) a Barátok közt főcímdalát éneklik. Ők korábban ebben a sorozatban is szerepeltek.
- A 4. évad 21. részében Damil (Ganxsta Zolee) utal a Boom  a fejbe című saját dalára.
- A 4. évad 24. részében Huba (Varga Norbert) utal a hatósági áras csirkefarhátra, illetve később Gergely Róbert Emanuelle című dalát énekli.
- A 4. évad 24. részében Pintér Márk (Kékesi Gábor) utalást tesz Casablanca című filmre.
- A 4. évad 32. részében Róza (Molnár Piroska) utalást tesz a sorozatra, illetve Karinthy Frigyes Előszó című versére Krasznahorkai Antallal (Katona László). Ugyanebben a részben utalás történik az RTL Fókusz című műsorára.
- A 4. évad 43. részében, amikor Damil (Ganxsta Zolee) készül az érettségire megnevez két magyar határátkelőt: Makkosszállást és Ökörapátit, utalva a Drága örökösök című sorozatra.
- A 4. évad 63. részében Babos (Nagy Feró) Aradszky László Nemcsak a húszéveseké a világ című slágerét énekli.